# 戴维·李 (物理学家)
戴维·莫里斯·李（英語：David Morris Lee, 1931年1月20日—)，纽约州拉伊），美国物理学家，1996年，因為發現了在氦-3裏的超流動性，與道格拉斯·奧謝羅夫、羅伯特·理查森共同榮获诺贝尔物理学奖。